# Салькове
Салькове — селище в Україні, у Заваллівській селищній громаді Голованівського району Кіровоградської області. Населення — 1 536 мешканців (2021).

## Географія
Селище розташоване за 215 км від обласного центру, 47 км від районного центру та за 20 км на південь від міста Гайворона, на лівому березі річки Південний Буг, яка тече вздовж селища на протязі 8–9 км. Біля селища на річці налічується 6 великих островів, 6 великих бродів та велика кількість малих, середня глибина річки 3 м, максимальна — до 5 м. У річці є велика кількість видів риби та водоростей. На південь від селища розташоване заповідне урочище — «Сальківське». За 6 км від селища розташована найближча залізнична станція Хащувате.

## Історія
Село засноване наприкінці XVIII століття. У 1897—1899 роках в Сальковому було збудовано цукровий завод.
За адміністративно-територіальним поділом Російської імперії село належало до Хащуватської волості Гайсинського повіту Подільської губернії. Станом на 1893 рік у селі налічувалось 114 дворів і 568 мешканців.
На початку лютого 1918 року в Сальковому обрано раду селянських депутатів. У 1922 році в селі організовується трудова сільськогосподарська спілка «Згода».
З 1935 року Салькове перебувало у складі Гайворонського району.
1936 року Сальківську сільську раду нагороджено Почесною грамотою ЦВК УРСР. У 1939 році місцевий колгосп імені Паризької комуни був учасником Всесоюзної сільськогосподарської виставки.
Під час німецько-радянської війни близько 300 жителів села боролися проти фашистів, 92 з них загинули, 250 нагороджені орденами і медалями. У Сальковому свого часу мешкали і працювали Герої Радянського Союзу Євген Верховський та Семен Понамарчук. З червня 1942 року в селі діяла підпільна організація на чолі з робітником цукрового заводу І. М. Грабовським. Фашисти розстріляли членів організації: М. Г. Мохорта, Л. Влазнєва, Л. В. Влазнєву, Р. X. Левицьку, Л. В. Ковальчук, Н. П. Зелінську. На могилі загиблих воїнів-учасників війни споруджено стелу.
20 вересня 1962 року Салькове набуло статус селища міського типу. У селищі працював цукровий комбінат. До нього входили цукровий завод і бурякорадгосп, за яким було закріплено 7235 га сільськогосподарських угідь, в тому числі 5832 га орної землі. Виробничий напрям радгоспу — вирощування насіння цукрових буряків. Було розвинуте м'ясо-молочне тваринництво, хліборобство. 200 працівників комбінату за успіхи у виробництві відзначені орденами і медалями. Головному агрономові радгоспу Л. С. Кравченку присвоєно звання Героя Соціалістичної Праці, головному зоотехніку Ф. М. Попелю — заслуженого зоотехніка УРСР, 140 робітників комбінату — ударники комуністичної праці.
12 червня 2020 року, відповідно до розпорядження Кабінету Міністрів України, Сальківська селищна рада об'єднана з Заваллівською селищною громадою Гайворонського району.
17 липня 2020 року, в результаті адміністративно-територіальної реформи та ліквідації Гайворонського району, село увійшло до складу Голованівського району.

## Населення

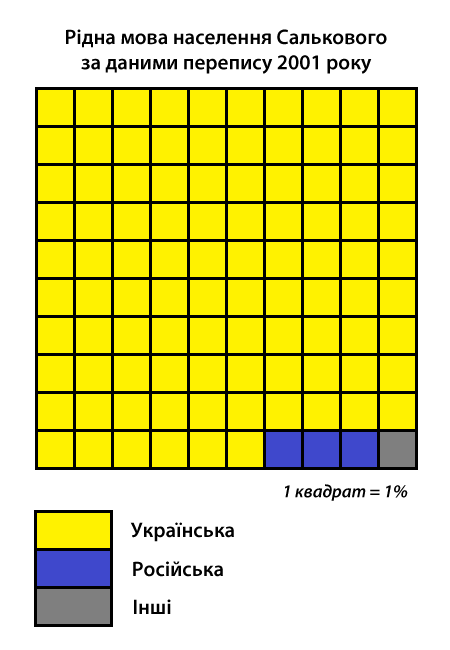
Рідна мова населення Салькового за даними перепису 2001 року

- 1966 — 2200 осіб
- 2001 — 2010 осіб
- 2011 — 1819 осіб
- 2016 — 1713 осіб

### Мова
Розподіл населення за рідною мовою за даними перепису 2001 року:
| Мова            | Кількість | Відсоток |
| --------------- | --------- | -------- |
| українська      | 1936      | 96.32%   |
| російська       | 58        | 2.88%    |
| румунська       | 13        | 0.65%    |
| білоруська      | 1         | 0.05%    |
| болгарська      | 1         | 0.05%    |
| інші/не вказали | 1         | 0.05%    |
| Усього          | 2010      | 100%     |

## Сальківська загальноосвітня школа І—ІІІ ступенів
Восени 1892 року в селі Салькове було збудовано і освячено церкву Косьми і Дем'яна. При ній того ж року почала діяти церковно-приходська школа, в якій навчались 25 учнів. Першим вчителем був Праворський Микола Іванович. Навчання у школі починалося при закінченні осінньо-польових робіт. Після Жовтневого перевороту 1917 року біля церкви (в центрі села) було збудовано спеціальне приміщення для школи, де навчалися учні 1—3 класів, а на території радгоспу — учні 4—8 класів. Восени 1938 року була побудована нова двоповерхова будівля школи, яка будувалась господарським способом за рахунок цукрозаводу. Вона була першою двоповерховою будівлею в селі.
У 1936 році відбувся перший випуск 10-го класу. Чимало випускників довоєнних років не повернулось з фронтів німецько-радянської війни. Під час війни на території селища діяло підпілля. Її учасниками були вчителі Кошовий А. А., Гумінський О. В. У Гайвороні, в центральному парку, знаходиться братська могила колишніх учнів місцевої щколи — учасників Сальківського підпілля: Люби Левицької, Леоніда Влазнєва, Миколи Мохорта, Леоніда Ковальчука, вбитих фашистами напередодні визволення району від німецької окупації. Брали участь у війні та повернулися працювати в рідну Сальківську школу вчителями Рачинський А. С., Кліщевський Л. Ф., Гиглавий Ф. А., Шамаєв І. С., Морозюк Г. Ф.
У 1979 році введено в експлуатацію нову триповерхову будівлю школи на 464 учнівських місця, в якій навчаються учні 5—11 класів. У 1970-ті роки в школі навчалося близько 500 учнів.

#### Директори
- Чахлатий М. С. (1948—?)
- Богуславський О. І.
- Гиглавий Федір Григорович (1958—1973)
- Горб О. І. (1952—1955)
- Зотова Ніна Олексіївна (1955—1957)
- Сопілко Григорій Михайлович (1957—1958)
- Маєвський Андрій Тихонович (1973—1992)
- Баранюк Володимир Григорович ( 1992-2023).
- Москальчук Максим Вадимович ( з 2023)

#### Відомі випускники
- Пономарчук Валерій Семенович — професор, доктор медичних наук, завідувач відділом Одеського інституту імені Філатова, відповідальний секретар Всеукраїнської спілки офтальмологів України,
- Масліков Михайло Олександрович — доцент, кандидат технічних наук, викладач Київського національного університету харчових технологій,
- Мельник Валентин Іванович — викладач Олександрійської гімназії, найкращий вчитель 2007 року, нагороджений премією Президента України (його учні — учасники та призери міжнародних олімпіад з інформатики),
- Зелінський Анатолій Феофанович — академік юридичних наук,
- Яворський Ігор Юрійович — журналіст, член спілки письменників.

## Персоналії
- Верховський Євген Федорович (1915—1986) — Герой Радянського Союзу (1945)
- Зелінський Анатолій Феофанович (1925—2002) — український науковець-правознавець, доктор юридичних наук, професор
- Понамарчук Семен Трохимович (1922—1984) — Герой Радянського Союзу (1946)
- Палькевич Анатолій — винахідник вичісувального зернозбирального комбайна, винахід запатентовано як процес вичісування при зернозбиранні. Експериментальний вичісувальний зернозбиральний причепний комбайн *Гайворонець" випущено на Гайворонському тепловозоремонтному заводі.